# Gaja (Lied)
Gaja ist ein polnischsprachiges Lied, das von der polnischen Popmusikerin Justyna Steczkowska interpretiert wurde. Mit dem Titel trat sie für Polen beim Eurovision Song Contest 2025 in Basel an.

## Hintergründe

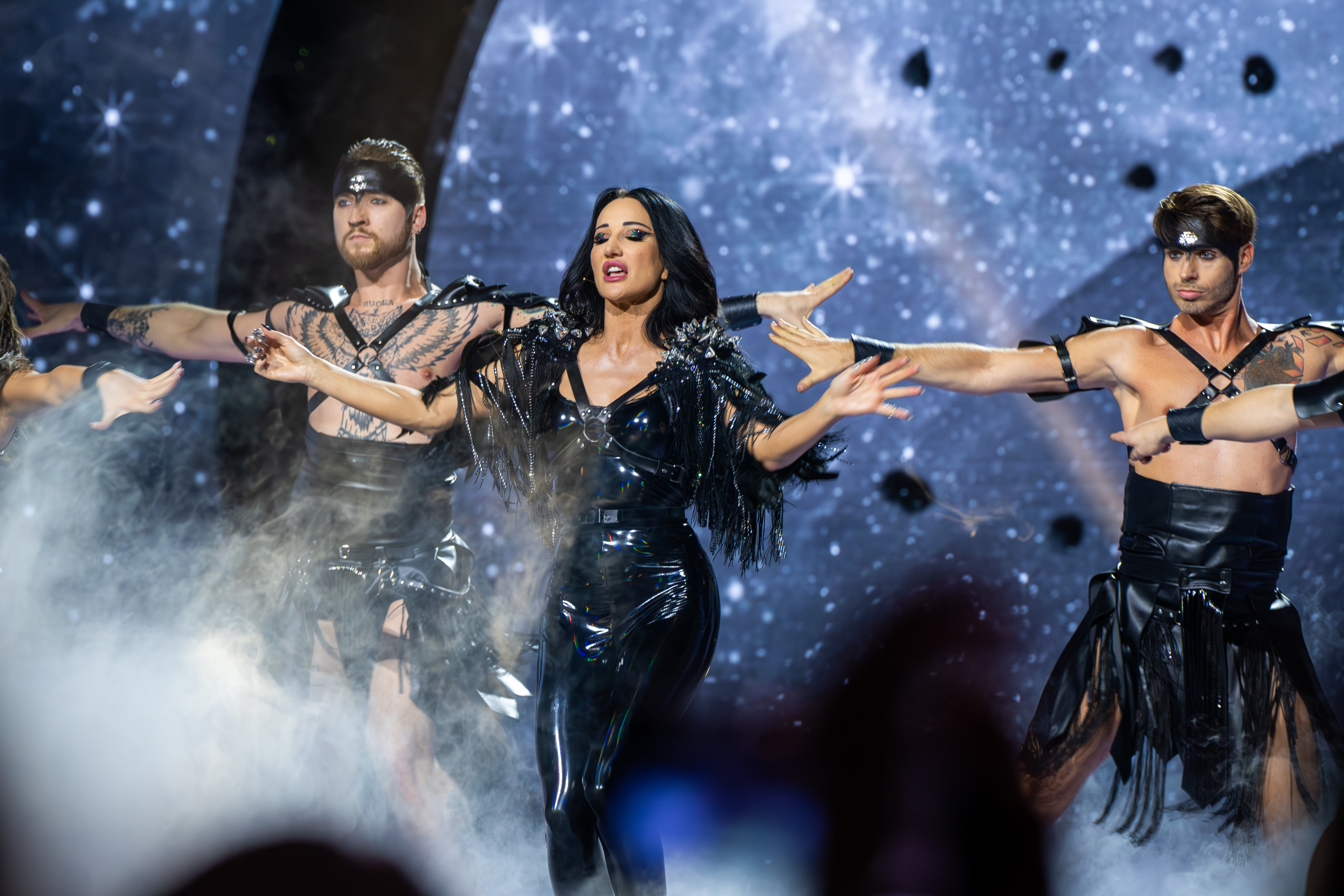
Justyna Steczkowska mit Gaja bei der polnischen Vorentscheidung

Im Januar 2025 wurde Steczkowska als Teilnehmerin der Show Wielki Finał Polskich Kwalifikacji bekanntgegeben. Der Wettbewerbstitel Gaja wurde bereits im November 2024 veröffentlicht, allerdings mit einer Titellänge von 2:27 Minuten. Für die Vorentscheidung wurde das Lied erweitert und beträgt nunmehr 3:01 Minuten.
Die Show, die als Vorentscheidung zum Eurovision Song Contest diente, wurde am 14. Februar 2025 ausgestrahlt. Steczkowska wurde auf der Bühne von Tomasz Kukurba begleitet. In der Folge gewann die Interpretin mit 39 % der Zuschauerstimmen.

## Inhaltliches
Der Titel wird mit dem englischsprachigen Ausruf „They call me Gaja“ (deutsch „Sie nennen mich Gaja“), welcher im Pre-Chorus wiederholt wird, eingeleitet. Besagter Pre-Chorus ist in der verlängerten Eurovisions-Version auf Englisch, während er in der originalen Version komplett auf Polnisch gesungen wird.
Der Titel handelt von Gaia, einer Göttin aus der griechischen Mythologie, welche die Personifizierung der Erde darstellt. In Bezug auf den Song bemängelte Steczkowska die fehlende Koexistenz von Mensch und Natur sowie den fehlenden Respekt für ihre Gesetze und fordert dazu auf, mehr Achtsamkeit zu entwickeln, sowohl für sich selbst, als auch für die Welt um sich herum.

## Veröffentlichung
Das Lied in seiner ursprünglichen Fassung wurde am 28. November 2024 als Musikstream veröffentlicht. Die für die Vorentscheidung sowie den Eurovision Song Contest verlängerte Version erschien am 21. Januar 2025.

## Kommerzieller Erfolg

### Chartplatzierungen
| ChartsChartplatzierungen | Höchstplatzierung | Wochen |
| ------------------------ | ----------------- | ------ |
| Polen (ZPAV)             | 13 (3 Wo.)        | 3      |

### Auszeichnungen für Musikverkäufe
| Land/Region  | Auszeichnungen für Musikverkäufe (Land/Region, Auszeichnung, Verkäufe) | Verkäufe |
| ------------ | ---------------------------------------------------------------------- | -------- |
| Polen (ZPAV) | Gold                                                                   | 62.500   |
| Insgesamt    | 1× Gold ·                                                              | 62.500   |

## Beim Eurovision Song Contest
Mit dem Titel nahm Polen am Eurovision Song Contest teil. Das Land trat hierbei in der ersten Hälfte des ersten Halbfinales am 13. Mai 2025 an. Polen konnte sich hierbei erfolgreich für das Finale qualifizieren. Mit einer Pause von 30 Jahren ist Steczkowska die Teilnehmerin mit der längsten Zeitspanne zwischen zwei Auftritten beim Eurovision Song Contest. Das Halbfinale, in dem die Sängerin auftrat, fand auf den Tag genau 30 Jahre später wie der Wettbewerb 1995 statt. Von Startnummer 15 im Finale erreichte Polen 156 Punkte, was in einem 14. Platz resultierte.